# Hackeriella brachycephala
Hackeriella brachycephala är en insektsart som beskrevs av Burckhardt 2009. Hackeriella brachycephala ingår i släktet Hackeriella och familjen Peloridiidae. Inga underarter finns listade i Catalogue of Life.